# クリアクリーン
クリアクリーン(Clearclean)は、花王から発売されているオーラルケア製品。1990年9月10日発売。

## 概要
1990年9月10日に、顆粒入り歯磨き粉のブランドとして発売。
2002年以降、サブブランドがいくつか登場しており、2種類のフッ素を配合した「クリアクリーンプラス」、その翌年の2003年には美白系の「クリアクリーンプラス ホワイトニング」、2009年9月には「クリアクリーンチェンジ」、2012年3月には、歯石沈着予防効果を加えた「クリアクリーンEX」、2016年4月には「クリアクリーンプレミアム」を発売した。
香味は当初、現在の「ナチュラルミント」のみであったが、1999年に「エクストラクール」、2001年に現在の「フレッシュシトラス（当初は「さわやかシトラス」）」を追加した他、2005年以降は定番フレーバーの他に、不定期に期間限定フレーバーも発売されており、「クリアクリーン」だけでも期間限定フレーバーを含めると31種類に上る。
また、ハミガキだけでなく、1998年には「クリアクリーン デンタルブラシ（現在は製造・販売終了）」の製品名でハブラシを、2004年には「クリアクリーンプラス デンタルリンス」の製品名でデンタルリンスがラインナップされた。さらに、別ブランドで発売されていた製品を「クリアクリーン」のサブブランドとして組み入れる例もあり、従来は「チェック」で発売されていた子供用歯ブラシを「クリアクリーン」に組み入れ、子供用ハミガキの「こどもクリアクリーン」と一体化して「クリアクリーンKid's」となる。さらに、携帯用品のブランドであった「シーズン」も「クリアクリーン」に組み入れられ、「クリアクリーン シーズン」に改称したが、2013年7月のリニューアルで「クリアクリーン 携帯用」となり、「シーズン」の名称がなくなった。
2019年11月（ECサイトでは同年10月）、マウスウォッシュ「クリアクリーン フルージュ」が発売された。本品は「クリアクリーン」のシリーズ品とはなるものの、専用ブランドサイトを設けるなど別ブランドとして扱われている。

## ラインナップ
「クリアクリーン プレミアム」シリーズには、通常サイズの1.6倍となる160g入りの「大容量」が設定されている。以前は一部店舗で発売されていたため、花王ホームページの製品情報には未掲載だったが、2020年3月のリニューアルを機にレギュラー化され、新たに掲載されるようになった。
- ハミガキ
  - クリアクリーン【医薬部外品】 - 香味は「ナチュラルミント」・「エクストラクール」・「フレッシュシトラス」の3種類で、「ナチュラルミント」は通常サイズのほかに、「クリアクリーン携帯用」補充用のミニ（17g×3本）も設定されている。2014年5月（一部店舗は同年4月最終週）の改良時に140g入りの内容量を130gに変更。2015年9月のリニューアル時に顆粒を"CC顆粒a"から"MC顆粒"に変更。2017年に従来配合されていたベンゼトニウム塩化物（殺菌剤）を省き、顆粒を"MC顆粒"から"顆粒A"に変更する処方改良（仕様変更）を行い、販売名を変更（クリアクリーンRN/EN/RN1 → クリアクリーンRR/ER/RR1）。2020年7月に通常サイズのパッケージデザインを刷新して内容量を変更（130g→120g）すると同時に、通常サイズの約1.4倍量（170g）とした「BIGサイズ」が追加発売された。のちに内容量+「大容量」の表記に変更された。（ピュオーラも同様）。パッケージデザインの変更に伴い、「ナチュラルミント」に設定されていた80gは製造終了となった。なお、「ナチュラルミント」発売当時の顆粒はゼオライト（薬用成分として配合）、内容量は150g、販売名は「ハローZJ」であった。
  - クリアクリーンNEXDENT（ネクスデント）【医薬部外品】 - 2017年9月発売。従来発売されていた「クリアクリーンEX」の後継製品で、顆粒を「クリアクリーンEX」の"顆粒A"から"Wa顆粒"に、フッ素を「クリアクリーンEX」のモノフルオロリン酸ナトリウムからフッ化ナトリウムにそれぞれ変え、「クリアクリーンEX」で配合されていたゼオライト（歯石沈着予防成分）に替わり、殺菌剤の塩化セチルピリジニウムが配合された。2019年8月にリニューアル時に吸着促進剤のGPカルシウム（グリセロリン酸カルシウム）を配合。2021年3月にパッケージデザインを変更してリニューアルされた。香味は「ピュアミント」、「エクストラフレッシュ」、「マイルドシトラス」の3種類。
  - クリアクリーンNEXDENT ホワイトニング【医薬部外品】 - 2021年3月発売。従来発売されていた「クリアクリーンホワイトニング」の後継製品で、成分は「クリアクリーンホワイトニング」と同一。香味も「クリアクリーンホワイトニング」から引き継ぎ、「アップルカモミール」と「クリアミント」の2種類を設定する。
  - クリアクリーンNEXDENT 息キレイ【医薬部外品】 - 2021年10月発売。爽快成分を配合した口臭予防タイプ。香味は「アクアシトラス」と「フレッシュミント」の2種類。
  - クリアクリーン プレミアム 歯質強化【医薬部外品】　- プレミアムミントの香味。2016年4月に「クリアクリーン プレミアム」として発売。2017年秋の仕様変更でフッ素濃度を1450ppmに高濃度化（同時に6歳未満への使用が不可となる）。2020年3月にブルー基調のパッケージデザインに刷新してリニューアルされ、製品名が変更された。
  - クリアクリーン プレミアム 美白【医薬部外品】 - 2017年4月発売。パールミントの香味（フィチン酸液配合）。2018年3月のリニューアルでフッ素濃度を高濃度化（同時に6歳未満への使用が不可になる）。2020年3月にピンク基調のパッケージデザインに刷新しリニューアルされた。
  - クリアクリーン プレミアム センシティブ【医薬部外品】 - プライムミントの香り。2018年10月に「クリアクリーン プレミアム しみる歯のケア」として発売。1450ppmの高濃度フッ素を配合しているため、6歳未満への使用は不可である。2020年3月にグリーン基調のパッケージデザインに刷新してリニューアルされ、製品名が変更された。なお、大容量は2022年8月末をもって製造終了となった。
  - クリアクリーン プレミアム ホワイトクリアパックハミガキ - 2020年3月（一部ECサイトは同年2月）発売。口の中の水分で密着するフィルムで歯をパックし、約10分程度なじませてからそのままブラッシングしてすすぐ溶けるフィルムタイプ。はじめは1日1回3日間連続で使用し、その後は1週間ごとに2日間連続で使用するスペシャルケア製品で、本品は口腔化粧品に分類される。
  - クリアクリーンKid's ハミガキ【医薬部外品】 - 子ども用。2013年9月（一部店舗は同年8月最終週）にリニューアル。「ソフト顆粒（二酸化ケイ素）」を新たに配合し、パッケージにはオリジナルキャラクターの「くじらクリーン」を採用。内容量を増量した（50g→70g）。香味は既存のイチゴ、グレープに加え、メロンソーダを追加した。2017年に処方変更（仕様変更）が行われ、イチゴとグレープは着色料を赤106から赤102に変更。メロンソーダを含めて販売名が変更となった（クリアクリーンキッズA1/2/3 → クリアクリーンキッズA4/5/6）。
- 液体ハミガキ
  - クリアクリーン ホワイトニング デンタルリンス【医薬部外品】 - 2004年に「クリアクリーンプラス ホワイトニング デンタルリンス」として発売。アルコール含有。2009年にリンゴ酸とコーティング成分を増量しリニューアルした。ハミガキと同時にリニューアルした2007年からは「スプラッシュミント」が設定されていたが、2011年9月をもって製造を終了しているため、現在は発売当初からある「アップルミント」のみの設定。2014年秋のパッケージデザイン変更時に製品名が変更となった。
- 洗口液
  - クリアクリーン デンタルリンス【医薬部外品】 - 2009年3月発売。発売当初は600ml入りのボトルタイプで、香味はノンアルコールタイプの「ソフトミント」のみの設定だったが、2011年9月に大容量1000mlポンプタイプを追加発売。2017年9月に「ソフトミント」が薬用成分を塩化ベンゼトニウムから塩化セチルピリジニウムに変更する処方改良を行ってリニューアルし、同時に、「クリアクリーンプラス デンタルリンス」の香味を受け継ぐアルコール配合タイプの「ライトミント」（600mlボトルのみ）を追加発売した。2020年初夏（自然切替）にパッケージデザインが刷新されて「ソフトミント」はよりマイルドとなり、2021年初春に再度パッケージデザインが変更された（自然切替）。
- ハブラシ - 「歯面&すき間プラス 超密着ワイド」のリニューアルと「デコボコ歯並びプラス」の発売に伴い「奥歯プラス」・「歯間プラス」・「歯面&すき間プラス」・「パワフルヘッド」も2019年秋にパッケージデザインが変更された（自然切替）。
  - クリアクリーン ハブラシ 奥歯プラス - 2018年10月発売。ヘッドサイズは「コンパクト」のみ。毛のかたさはふつうのみ。カラーはグリーン・ブルー・ピンクの3色がある。やわらかめは2021年10月に製造を終了した。
  - クリアクリーン ハブラシ 歯間プラス - 2018年10月発売。ヘッドサイズは「コンパクト」と「レギュラー」の2種類。毛のかたさはふつうのみ。カラーはグリーン・ブルー・ピンクの3色がある。やわらかめは2022年10月末をもって製造を終了した。
  - クリアクリーン ハブラシ 歯面&すき間プラス - 2015年9月に「クリアクリーン 球と先細 ハブラシ」として発売。毛のかたさはふつうのみ。発売当初はヘッドサイズが「コンパクト」のみだったが、2016年4月に「超コンパクト」を追加発売した。カラーはグリーン・ブルー・ピンクの3色だが、2016年冬に「コンパクト」専用色のパープルが加わり、4色となった。「歯間プラス」同様、やわらかめは2022年10月末をもって製造を終了した。
  - クリアクリーン ハブラシ 歯面&すき間プラス 超密着ワイド - 2016年10月に「クリアクリーン 球と先細 ハブラシ 超密着ワイド」として発売。2019年10月に紺色基調のパッケージデザインへ変更するリニューアルが行われた。毛のかたさはふつうのみ。カラーはグリーン・ピンク・ホワイト（ホワイトはラバー部やブラシの一部を黄緑色とした2トーン仕様）の3色がある。「歯間プラス」や「歯面&すき間プラス」同様、やわらかめは2022年10月末をもって製造を終了した。
  - クリアクリーンKid's ハブラシ - 子供用。タイプの異なる3種類を用意している。2013年8月にオリジナルキャラクター「くじらクリーン」を導入し、全面リニューアル。いずれの種類もカラーはブルーとピンクの2色が設定される。
    - 0-2歳向け - リニューアルに伴い、「トレーニング用」と一旦廃止になっていた「仕上げみがき用」の2本セットに仕様変更した。
    - 3-8歳向け
    - 7-12歳向け
- 携帯用歯みがきセット
  - クリアクリーン携帯用 スリムケース - クリアクリーンとハブラシをスリムケースに封入した携帯用セット。ブルーとピンクの2色展開。2013年7月に従来の「クリアクリーンシーズン レギュラー」を改良。ハブラシを「パワフルヘッド ふつう」から「EXハブラシ コンパクトヘッド ふつう」に差し替え、ケースが小型化された。2015年9月にハミガキ・ハブラシの改良に伴う仕様変更を行い、ハブラシを「極太毛束 ハブラシ コンパクトヘッド ふつう」に変更した。
  - クリアクリーン携帯用 超コンパクトケース - クリアクリーンとハブラシをコンパクトケースに封入した携帯用セット。ハブラシはこのセット用に用意された特別仕様で、コンパクトケースに収まるサイズに設計されている。ブルーとピンクの2色展開。2013年7月に従来の「クリアクリーンシーズン コンパクト」を改良。ハブラシを専用ハブラシから「EXハブラシ コンパクトヘッド ふつう」のミニサイズに差し替え、元々コンパクトサイズとなっていたケースがさらに小型化された。2015年9月にハミガキ・ハブラシの改良に伴う仕様変更を行い、ミニサイズのハブラシを「極太毛束 ハブラシ コンパクトヘッド ふつう」に変更した。
  - クリアクリーン携帯用 お泊り便利セット - クリアクリーンとハブラシ、ビオレu、メリット リンスのいらないシャンプーを封入したトラベルセット。「シーズン」では「シャンプー」・「リンス」が別々に封入されており、「リンスインシャンプー」に変更となったのはここ数年のことである。2013年7月に「クリアクリーンシーズン お泊りセット」を改良。ハブラシを「パワフルヘッド ふつう」から「携帯用 超コンパクトケース」と同じ「EXハブラシ コンパクトヘッド ふつう」のミニサイズに差し替え、ハミガキと共にケースに封入したことで小型化された。2015年9月にハミガキ・ハブラシの改良に伴う仕様変更を行い、ミニサイズのハブラシを「極太毛束 ハブラシ コンパクトヘッド ふつう」に変更。2018年初夏に「メリット リンスのいらないシャンプー」のリニューアルに伴い、仕様変更された。

### 製造終了品
- ハミガキ
  - クリアクリーンEX【医薬部外品】 - 香味は発売当初、「フレッシュミント」と「スプラッシュミント」の2種類だったが、2012年8月に「リッチシトラス」が加わり3種類となった。2014年5月（一部店舗は同年4月最終週）のリニューアル時に内容量を変更（130g→120g）。2015年4月の改良時に顆粒を"Zn顆粒a"から"MC顆粒"に変更。2017年に「クリアクリーン」同様、従来配合していたベンゼトニウム塩化物（殺菌剤）を省き、顆粒を"MC顆粒"から"顆粒A"に変更する処方変更（仕様変更）を行い、販売名を変更した（クリアクリーンEXb/EXSb/EXb1 → クリアクリーンEXc/EXSc/EXc1）。「クリアクリーンNEXDENT」の発売に伴い、2017年9月製造終了。
  - クリアクリーンホワイトニング【医薬部外品】 - 「クリアクリーンプラス」と同様に、当初は1種類（現在の「アップルミント」のみ）だったが、2005年のリニューアル時に「スプラッシュミント」を追加。2012年3月のパッケージリニューアル時に「クリアクリーンプラス ホワイトニング 薬用ハミガキ」から製品名が変更された。2014年5月（一部店舗は同年4月最終週）のリニューアル時に「アップルミント」は「アップルカモミール」に、「スプラッシュミント」は「クリアミント」にそれぞれ香味名が変更され、内容量が変更された（130g→120g）。2016年6月にパッケージリニューアル。2017年に従来配合されていたベンゼトニウム塩化物を省く処方変更（仕様変更）を行い、販売名が変更された（クリアクリーンWg1/2 → クリアクリーンWh1/2）。「クリアクリーンNEXDENT ホワイトニング」の発売に伴い、2021年3月製造終了。
  - クリアクリーンダブルプラス【医薬部外品】 - チューブは2種類（青色と白色）のハミガキを別々に封入した二重構造となっており、チューブから出した時に初めて一緒に出るようになっている。当初は1種類（現在の「ライトミント」のみ）だったが、2007年のリニューアル時に「クールミント」が加わり、2種類となっている。2012年3月のパッケージリニューアル時に「クリアクリーンプラス」から商品名を変更。2016年6月にパッケージリニューアル。2017年に従来配合されていた塩化ベンゼトニウム（殺菌剤）を省く処方変更（仕様変更）を行い、販売名を変更した（クリアクリーンプラスA1/2 → クリアクリーンプラスB1/2）。2021年10月製造終了。
  - クリアクリーンキッズ ジューシーミント【医薬部外品】 - 製品のリニューアルに伴い、2013年8月製造終了。
  - クリアクリーンチェンジ【医薬部外品】 - 2012年3月製造終了。
- 液体ハミガキ
  - クリアクリーンプラス デンタルリンス【医薬部外品】 - 2004年発売。発売当初2種類が発売されていたが、「クールミント」は2011年9月、継続発売していた「ライトミント」も2017年9月でそれぞれ製造を終了した。なお、「ライトミント」は「クリアクリーン デンタルリンス」に引き継がれ、すすいだ後にブラッシングする液体ハミガキから、歯みがき後にすすぐ洗口液となった。
- 洗口液
  - クリアクリーン ダイレクトウォッシュ【医薬部外品】 - 2014年9月発売。スプラッシュミント香味・アルコール含有。本品はキャップを開けてノズルを引き上げ、舌の上に直接注いで使用するため、計量カップが付いていない。2022年10月末製造終了。
  - クリアクリーン フルージュ マウスウォッシュ【医薬部外品】 - 2019年11月（一部ECサイトは同年10月）発売。既存の「クリアクリーン ダイレクトウォッシュ」と同じノズル形状を採用し、使用方法も「クリアクリーン ダイレクトウォッシュ」と同じだが、本品は200mlの小容量サイズで容器形状が変更されており、「レディピーチ」・「アクティブグレープフルーツ」・「イノセントアップル」・「ノーブルマスカット（2021年4月発売）」のフルーツ系香味4種類が設定されている。また、アルコールを含有するが、低刺激処方としている。2022年10月末製造終了。
- ハブラシ
  - クリアクリーン フロスプラス ハブラシ かため - レギュラー、コンパクト、超コンパクトの3サイズが用意されていた。2015年9月製造終了。なお、ふつうは「クリアクリーン 歯間に届く2段毛 ハブラシ」に改名・リニューアルされた。
  - クリアクリーン ホワイトニング ハブラシ - 「コンパクト」と「先細スリム」の2種類。毛の硬さはふつうのみ。2012年7月のパッケージリニューアル時に「クリアクリーンプラス ホワイトニングハブラシ（2005年発売）」から製品名を変更した。ハブラシのラインナップ刷新に伴い、2015年9月製造終了。
  - クリアクリーン 歯間に届く2段毛 ハブラシ - 元々は2005年に「クリアクリーンプラス マルチケアハブラシ」として発売されていたが、2012年7月のパッケージリニューアル時に「クリアクリーン ダプルプラス ハブラシ」に、2014年5月（一部店舗は同年4月最終週）のパッケージリニューアル時に「クリアクリーン フロスプラス ハブラシ」にと2度改名されていたが、2015年9月にふつうのみをリニューアルし、3度目の改名が行われた。ヘッドサイズは「超コンパクト」・「コンパクト」・「レギュラー」の3種類を設定。カラーはグリーンとピンクの2色。ハブラシのラインナップ刷新に伴い、2018年9月製造終了。
  - クリアクリーン 極太毛束 ハブラシ - 元々は2012年3月に「クリアクリーンEX ハブラシ」として発売していたが、2015年9月にリニューアルし改名を行った。ヘッドサイズは「超コンパクト（2012年8月発売）」・「コンパクト」・「レギュラー」の3種類を設定し、それぞれのヘッドサイズにふつうとやわらかめの2種類の毛のかたさを用意している。カラーはグリーン・ブルー・ピンクの3色。ハブラシのラインナップ刷新に伴い、2018年9月製造終了。
  - クリアクリーン ハブラシ デコボコ歯並びプラス - 2019年10月発売。毛のかたさはふつうとやわらかめを設定。カラーはホワイト・ピンク・パープル（ホワイトは「歯面&すき間プラス 超密着ワイド」同様、ラバー部やブラシの一部を黄緑色とした2トーン仕様）の3色がある。2022年10月末製造終了。
  - クリアクリーン パワフルヘッド ハブラシ - 1999年発売。ヘッドサイズは「コンパクト」のみで、毛のかたさはふつうとかための2種類。カラーはグリーン・ブルー・ピンクの3色。

## CM出演者

### 現在
- 遠藤憲一（2019年8月 - 、「クリアクリーン NEXDENT」）
- 蛯原友里、押切もえ、美香 (2020年4月10日 -、「クリアクリーンプレミアム」) [2]

### 過去
- 伊原剛志（1990年の新発売時）
- 石田ゆり子
- 佐藤藍子
- 中山忍
- 濱田マリ
- 米村でんじろう
- 山口智充
- 八木亜希子（「クリアクリーンプラス」）
- 山本太郎（「クリアクリーンプラス」）
- 金子絵里（「クリアクリーンホワイトニング」）
- 上野樹里（「クリアクリーンホワイトニング」）
- 橋本優子（「クリアクリーンホワイトニング」）
- 押切もえ（「クリアクリーンチェンジ」）
- 岡田将生（「クリアクリーンEX」）
- SHELLY（「クリアクリーンEX」、「ダイレクトウォッシュ」）
- 小泉孝太郎（「クリアクリーンEX」、「球と極細」）
- 伊達公子（「クリアクリーンプレミアム」）
- 井ノ原快彦（「クリアクリーンEX」・「ハブラシ 球と極細」）
- 延命杏咲実（「クリアクリーンEX」）
- 草刈民代（「クリアクリーンプレミアム美白」）

など